# Incident de Nikolàievsk

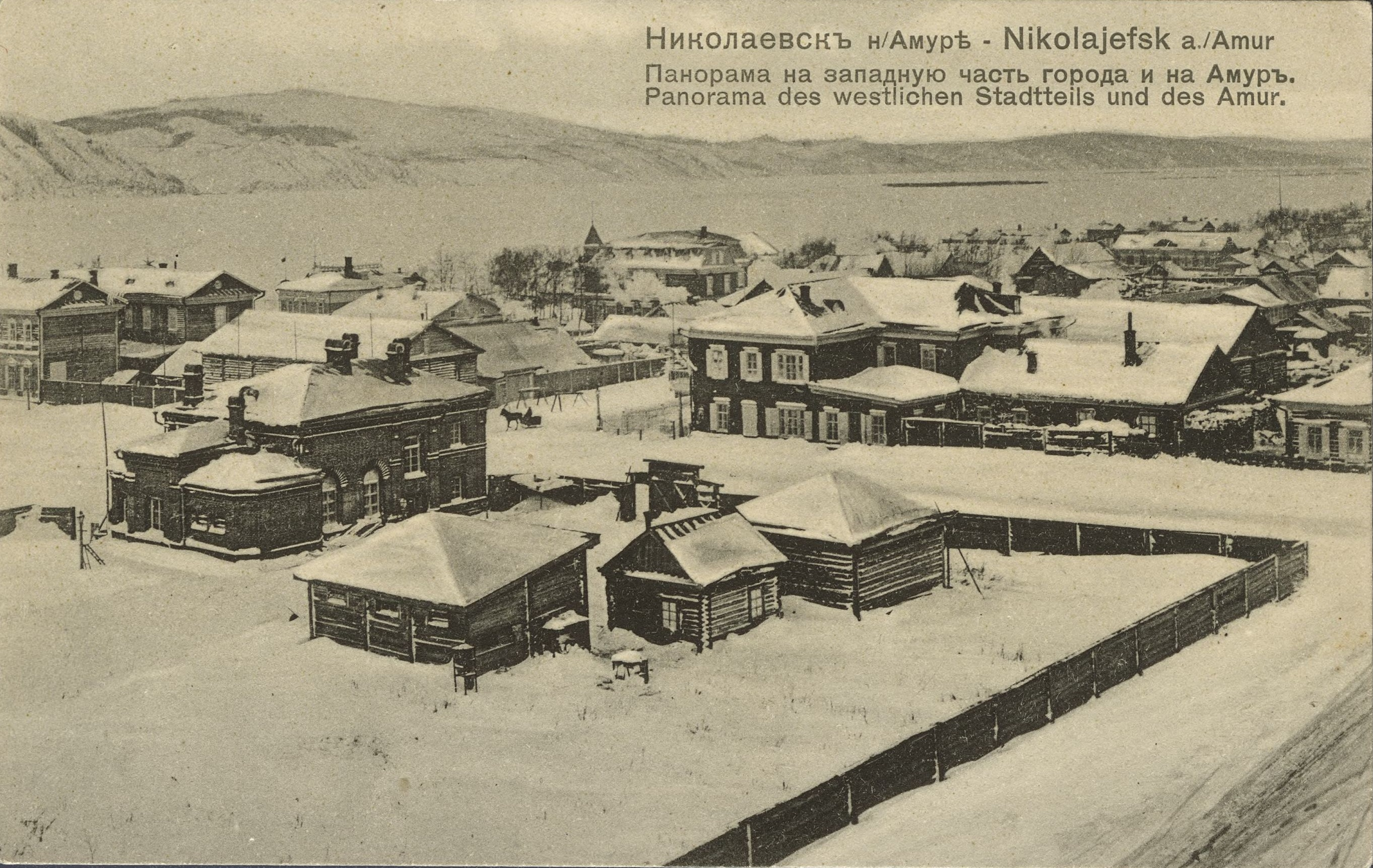
El poblat de Nikolàievsk na Amure cap a l'any 1900.

L'incident de Nikolàievsk (尼港事件, Nikō Jiken) va consistir en una sèrie d'esdeveniments ocorreguts el març de 1920 durant la intervenció aliada a la Guerra Civil russa, culminant en la matança de cents de japonesos expatriats i la majoria dels habitants russos del poble de Nikolàievsk na Amure en el Llunyà Est rus.
Nikolàievsk na Amure va ser ocupat el setembre de 1918 per l'Exèrcit Imperial Japonès com a part de la Intervenció Siberiana. A començaments de febrer de 1920, el poble tenia una comunitat civil japonesa de prop de 450 persones i una guarnició militar de 350 homes de la 14a Divisió d'Infanteria de l'Exèrcit Imperial Japonès. A més de la presència japonesa, l'Exèrcit Blanc rus comptava amb una guarnició d'uns 300 homes. El total de la població civil en aquell moment sumava al voltant de 15.000 persones. El gener de 1920, el poble va ser envoltat per una força de prop de quatre mil partisans sota el comandament de l'anarquista Yakov Triapitsin, que estava aliat amb l'Exèrcit Roig bolxevic.
El 24 de febrer de 1920, entenent que es trobava en desavantatge numèric i lluny dels reforços, el comandant de la guarnició japonesa va permetre l'entrada al poble a les tropes de Triapitsin sota una bandera de treva. Tanmateix, Triapitsin va començar a envoltar i executar els partidaris del Moviment Blanc, i tan sols la petita guarnició japonesa va intentar detenir-lo. El 10 de març es va enviar un missatge a la guarnició japonesa perquè es desarmés de manera voluntària; estaven segurs que els japonesos no hi accedirien. Els japonesos van intervenir, llançant un atac sorpresa el 12 de març de 1920: l'atac va fallar i la majoria dels components de les tropes japoneses van morir, i els pocs que van sobreviure es van rendir. Tot i així, Triapitsin va decidir cobrar-se la revenja ordenant l'execució dels supervivents de la guarnició i la matança dels 122 civils japonesos. Al final van morir 700 japonesos.
Després d'això, Triapitsin va començar un regne del terror i va executar tots els civils que considerava perillosos per a les seves forces. Fent curt de munició, un dels mètodes per executar les seves víctimes va ser acoltellar-los amb una baioneta i llançar-los a un forat sota del gel del riu Amur. Diversos centenars d'habitants del poble van ser assassinats d'aquesta forma.
A finals de maig, en apropar-se l'expedició de suport japonesa, Triapitsin va executar els habitants que quedaven al poble, japonesos i russos, i va cremar el poble.
El govern japonès va llançar una protesta contra el govern bolxevic a Moscou, demandant una compensació. El govern rus va respondre capturant i executant Triapitsin; tanmateix, el govern japonès va entendre que això no era suficient, i va utilitzar l'incident com a excusa per ocupar la meitat nord de l'illa de Sakhalín i per retardar el reconeixement diplomàtic de la Unió Soviètica fins al 1925.